# Alakamisikely (Arivonimamo)

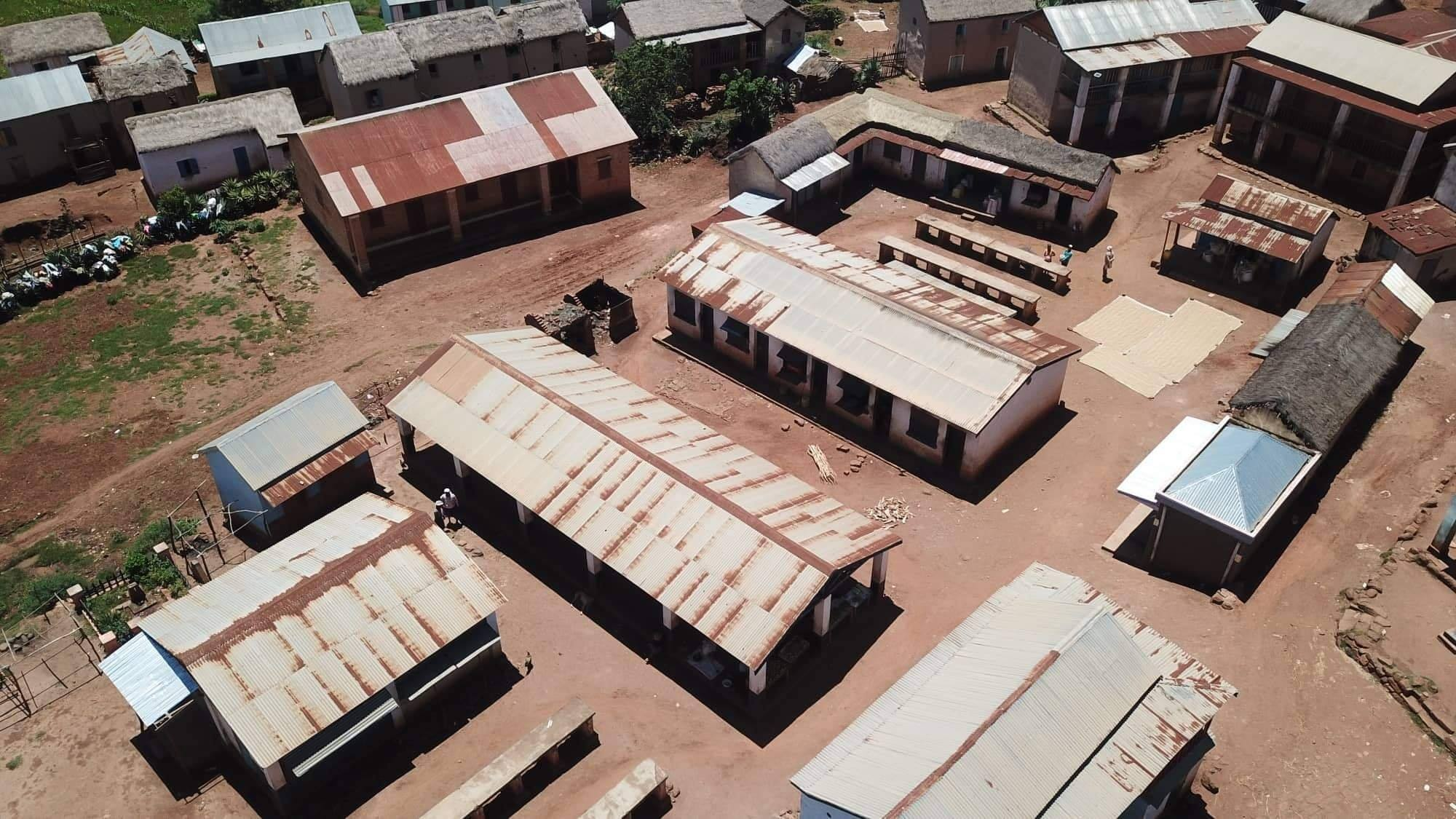
Le marché du jeudi

Alakamisikely (le petit marché du jeudi) est une commune rurale située dans la Province de Tananarive, au centre du Madagascar. Son chef-lieu est Ambohidehibe.

## Géographie
- Province : Antananarivo
- Région : Itasy
- District : Arivonimamo
- Commune Rurale : Alkamisikely - Alakamisikely
- Composée de trois Fokontany : Ambohidehibe, Ambatomenaloha et Antanimietry.

## Démographie

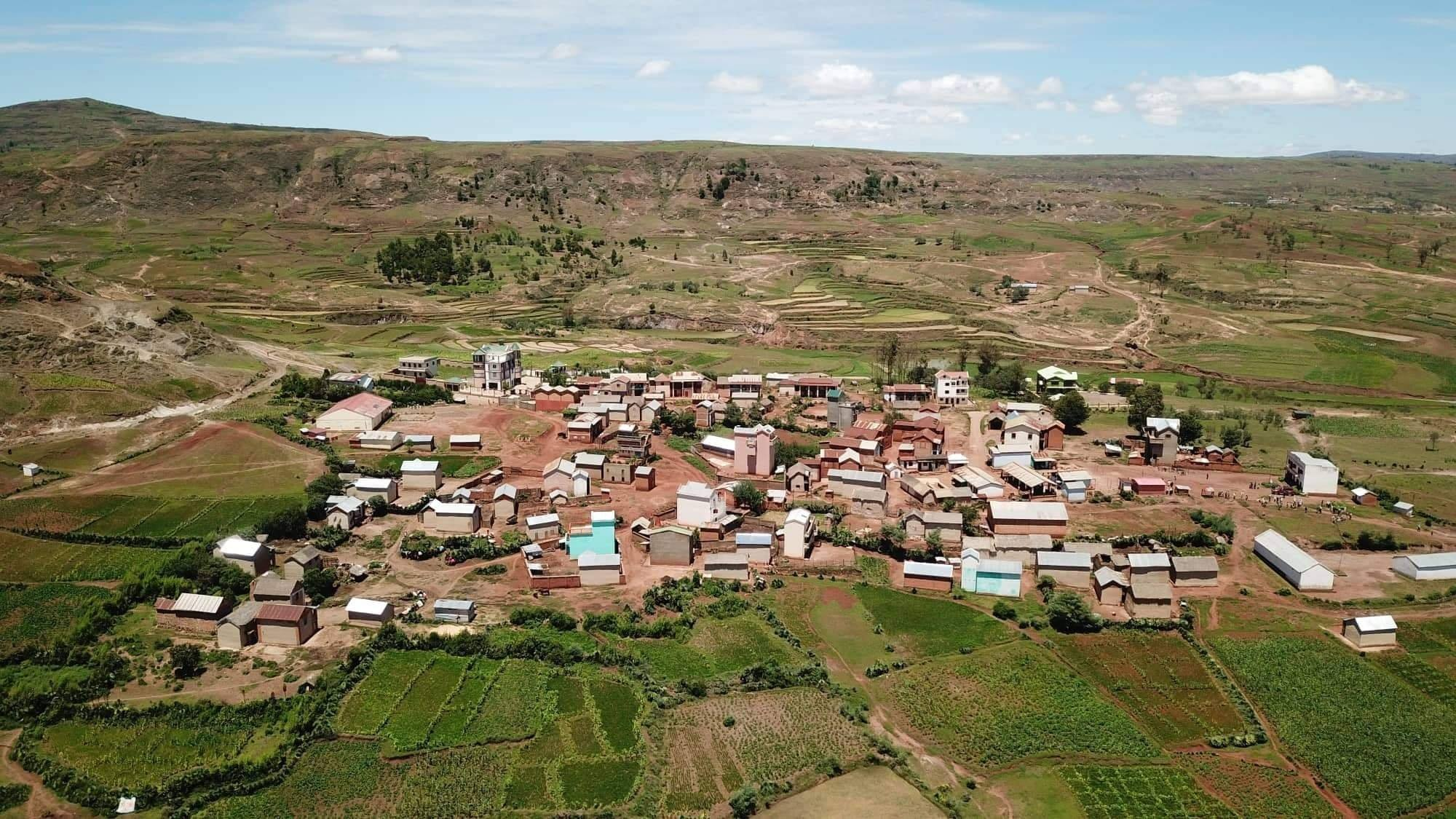
La ville d'Alakamisikely

La population est estimée à 4 000 habitants en 2001. Le comptage donne : 96 % de la population sont des fermiers et les prestataires de services comptent seulement 1 % de la force de travail. 

## Économie
Effectivement, c'est un petit village qui organise son marché chaque jeudi. Devenue commune rurale, Alakamisikely est composée de plusieurs Fokontany mais le centre administratif de la Commune se trouve à Ambohidehibe.
Une des grandes familles qui ont développé cette partie du district d'Arivonimamo migrait ici à la fin de la Royauté Merina à cause de la persécution des colons. Initialement, ils descendaient des Antehiroka et des Antsahadinta.
Ils ont pu réaliser des actions de développement par des échanges commerciaux, des plantations mais aussi l'éducation. Ces actions se faisaient sous forme de dons, d'acquisitions, de construction mais aussi d'opérations commerciales d'envergure sous forme de tête de bœufs vendus ou achetés.
Parmi les personnalités figurent Ratovonarivo (Révérend Docteur en Théologie) et Randrianasolo (Inspecteur de l'Enseignement). Tous deux ont contribué au développement social et économique de la commune par la participation à la réfection de la route, le développement de la religion, le développement de l'instruction par la création d'écoles primaires publiques et la formation d'instituteurs de leur vivant.
Une des sœurs, Razaimalala a contribué au développement du District par la création d'usine à riz, son élection comme maire d'Ampahimanga au nord d'Alakamisikely mais aussi sa participation à la création de poste avancé de gendarmerie qui a fait baisser le taux de criminalité et le phénomène dahalo. Sa participation active au développement de Centre de santé de base est un fait marquant de son mandat.
La plantation de pinède a vu son essor durant les années 1970 et 1980 mais cet élan a été freiné par la recrudescence des dahalo dans les années 1980.

## Transport
Actuellement, Alakamisikely est accessible en toutes saisons car la route a été refaite, carrossable, ne nécessitant plus des voitures 4x4.
Voie de communication entre Arivonimamo et Manalalondo, les transporteurs de marchandises ou de personnes doivent passer par Alakamisikely pour rallier ces deux villes.

## Communication
Les faisceaux des réseaux de téléphonie mobiles sont accessibles dans la commune mais la qualité doit être améliorée.